# Premier ministre d'Iran
 (août 2019).
Si vous disposez d'ouvrages ou d'articles de référence ou si vous connaissez des sites web de qualité traitant du thème abordé ici, merci de compléter l'article en donnant les références utiles à sa vérifiabilité et en les liant à la section « Notes et références ».
Le Premier ministre d'Iran est le titre porté par le chef du gouvernement de l'Iran avant 1989.
La Perse puis l'Iran ont eu de nombreux Premiers ministres depuis la première constitution à la fin de l'ère Qajare, sous la dynastie Pahlavi (État impérial) et dans les dix premières années de la république islamique d'Iran. Après l'amendement de la Constitution de l'Iran en 1989, le poste de Premier ministre est supprimé et ses prérogatives reviennent principalement au président de la république islamique d'Iran.

## Histoire

### Dynastie Qajare
À l'époque Qajare, les premiers ministres portaient différents titres. Le poste lui-même était surtout connu sous le nom de ataabak ou ataabak-e a'zam (grand ataabak),, ou parfois sadr-e a'zam (premier) au début, puis devint ra'is ol-vozaraa (Chef des ministres). Le titre de nakhost vazir (premier ministre) était rarement utilisé. Le premier ministre était parfois appelé par son titre honorifique hazrat-e ashraf.

### Dynastie Pahlavi
Durant le règne de Reza shah Pahlavi  (1878-1944) les premiers ministres de l'Iran sont :
- Foroughi
- Mostofi
- Hedayat
- Foroughi
- Djam
- Matin-Daftari
- A. Mansur
- Foroughi

En 1941, Reza Chah est poussé vers la sortie. Reza Shah ayant refusé la demande des Alliés de se servir de l'Iran comme base arrière l'Iran subi l'invasion anglo-soviétique (août – septembre 1941). Il est remplacé par son fils Mohammad Reza Pahlavi, dont  les premiers ministres entre 1941 et 1979 sont :
- Foroughi
- Soheili
- Qavam
- Soheili
- Saed
- Bayat
- Hakimi
- Sadr
- Hakimi
- Qavam
- Hakimi
- Hazhir
- Sa'ed
- Mansur
- Razmara
- Ala'
- Mohammad Mossadegh
- Qavam
- Mohammad Mossadegh
- Zahedi
- Ala'
- Eghbal
- Sharif-Emami
- Amini
- Alam
- H. Mansur
- Hoveida
- Amouzegar
- Sharif-Emami
- Azhari
- Bakhtiar

### République islamique
Après la révolution iranienne de 1979, l'Ayatollah Khomeini a installé Mehdi Bazargan au poste de Premier ministre dans le gouvernement provisoire, poste auquel il resta jusqu'en novembre 1979. Le gouvernement démissionna pendant la crise des otages, mais mentionna que ce n'était pas la seule raison, et que la décision de démissionner en masse avait été prise juste un jour avant la prise de l'ambassade des États-Unis par des étudiants iraniens.
Le poste resta inoccupé jusqu'à ce que Abolhassan Banisadr devienne président de la république islamique en janvier 1980 et choisisse Mohammad Ali Rajai comme Premier ministre, principalement à cause de pressions imposé sur les députés de la Majles, particulièrement ceux proches du Parti de la république islamique. Rajai a servi au poste jusqu'à sa destitution en juin 1981, puis il fut élu président au cours des élections du 24 juillet 1981.
Rajai a choisi Mohammad Javad Bahonar comme premier ministre, mais ils ont été victimes d'attentat à l'explosion ensemble dans le bureau du premier ministre quelques semaines après seulement, le 30 août 1981.
Quand Ali Khamenei devint président aux élections d'octobre 1981, il a d'abord présenté le conservateur Ali Akbar Velayati à la Majles pour prendre le poste de premier ministre, mais Velayati fut refusé à ce poste par la majorité alors à gauche du parlement, majorité qui a ensuite imposé son propre candidat à Khamenei, Mir-Hossein Mousavi. C'est finalement l'intervention du guide suprême, l'Ayatollah Khomeini, qui a conseillé au président d'accepter Mousavi.
Mousavi a servi à ce poste jusqu'en 1989, pratiquement pendant toute la durée de la guerre Iran-Irak quand la constitution a été amendée, après le mort de Khomeini, afin de faire disparaître le poste et de diviser ses responsabilités entre le président et le poste nouvellement créé de premier vice-président de la république.

## Liste de premiers ministres iraniens
- Voir Liste des Premiers ministres de l'Iran